# Ukryta Turnia

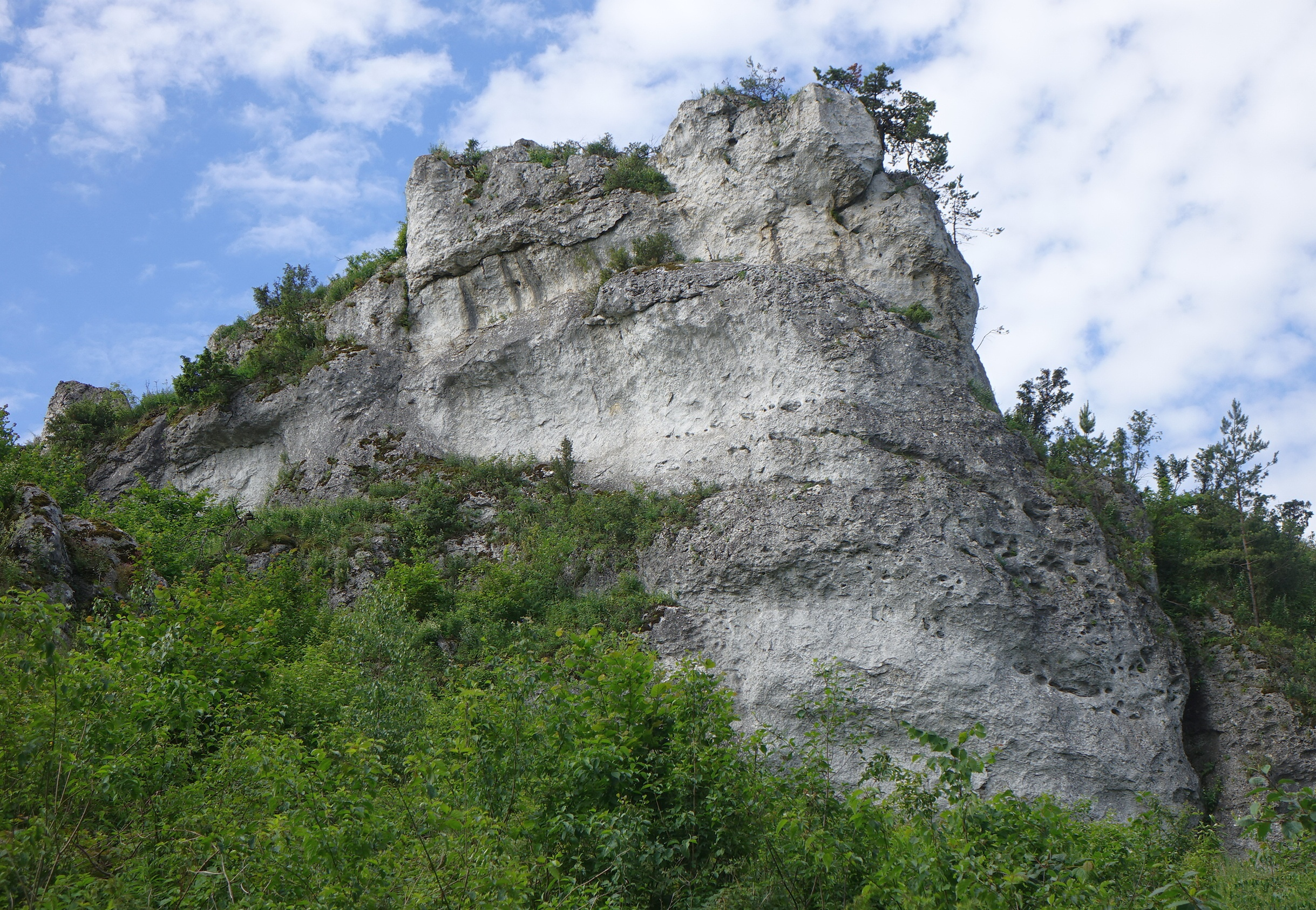

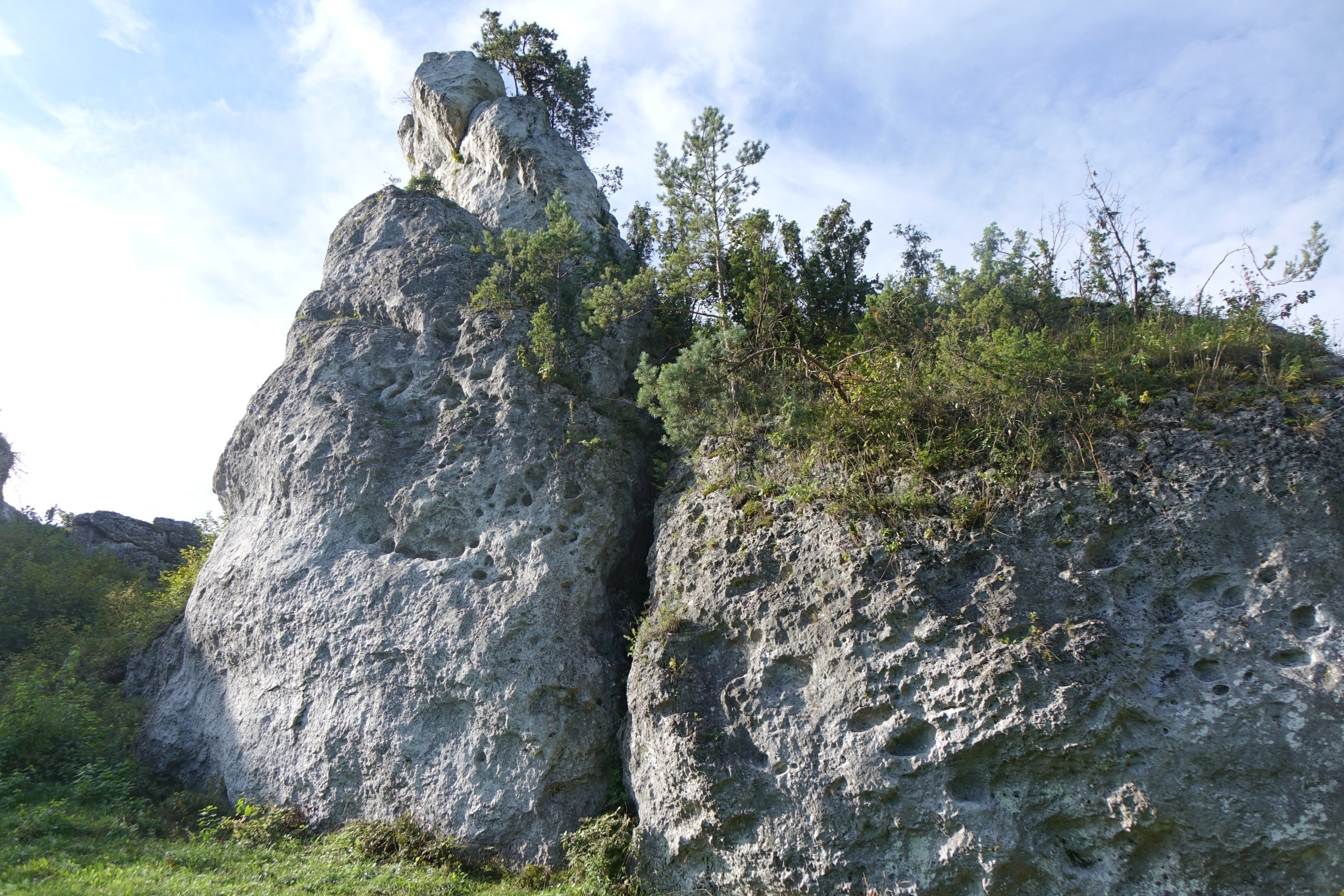

Ukryta Turnia – skała na wzniesieniu Góra Zborów w miejscowości Kroczyce w województwie śląskim, w powiecie zawierciańskim, w gminie Kroczyce. Wzniesienie to należy do tzw. Skał Kroczyckich i znajduje się w obrębie rezerwatu przyrody Góra Zborów na Wyżynie Częstochowskiej.
Ukryta Turnia zbudowana jest z wapieni i znajduje się na otwartym terenie, po północnej stronie Młynarzy. Jej lokalizację pokazuje tablica informacyjna zamontowana na Górze Zborów. Na skale tej uprawiana jest wspinaczka skalna, ale wśród wspinaczy jest ona mało popularna, jest na niej bowiem tylko jedna droga wspinaczkowa z zamontowanymi stałymi punktami asekuracyjnymi; spitami (s), ringami (r) i stanowiskiem zjazdowym (st). Skała charakteryzuje się typowymi dla Góry Zborów chwytami i stopniami (droga nr 2). Jej zaletą jest małe wyślizganie chwytów. Oprócz drogi z zamontowaną asekuracją są jeszcze dwie drogi na własnej asekuracji (trad). Do ich przejścia nie wystarczą same ekspresy.
1. Klasyczna Ukryta; V, trad
2. Ukryty filar; VI, 6s + 2r + st
3. Ukryty kominek; III, trad[1].

W 2021 r. powstały dwie nowe drogi:
- Wolny kraj; VI/VI+
- ABC wspinania; VI.1+[5]

## Piesze szlaki turystyczne
Obok Ukrytej Turni prowadzą 2 szlaki turystyczne.
 Szlak Orlich Gniazd: Góra Janowskiego – Podzamcze – Karlin – Żerkowice – Morsko – Góra Zborów – Zdów-Młyny – Bobolice – Mirów – Niegowa.
 Szlak Rzędkowicki: Mrzygłód – Myszków – Góra Włodowska – Rzędkowickie Skały – Góra Zborów (parking u stóp góry)

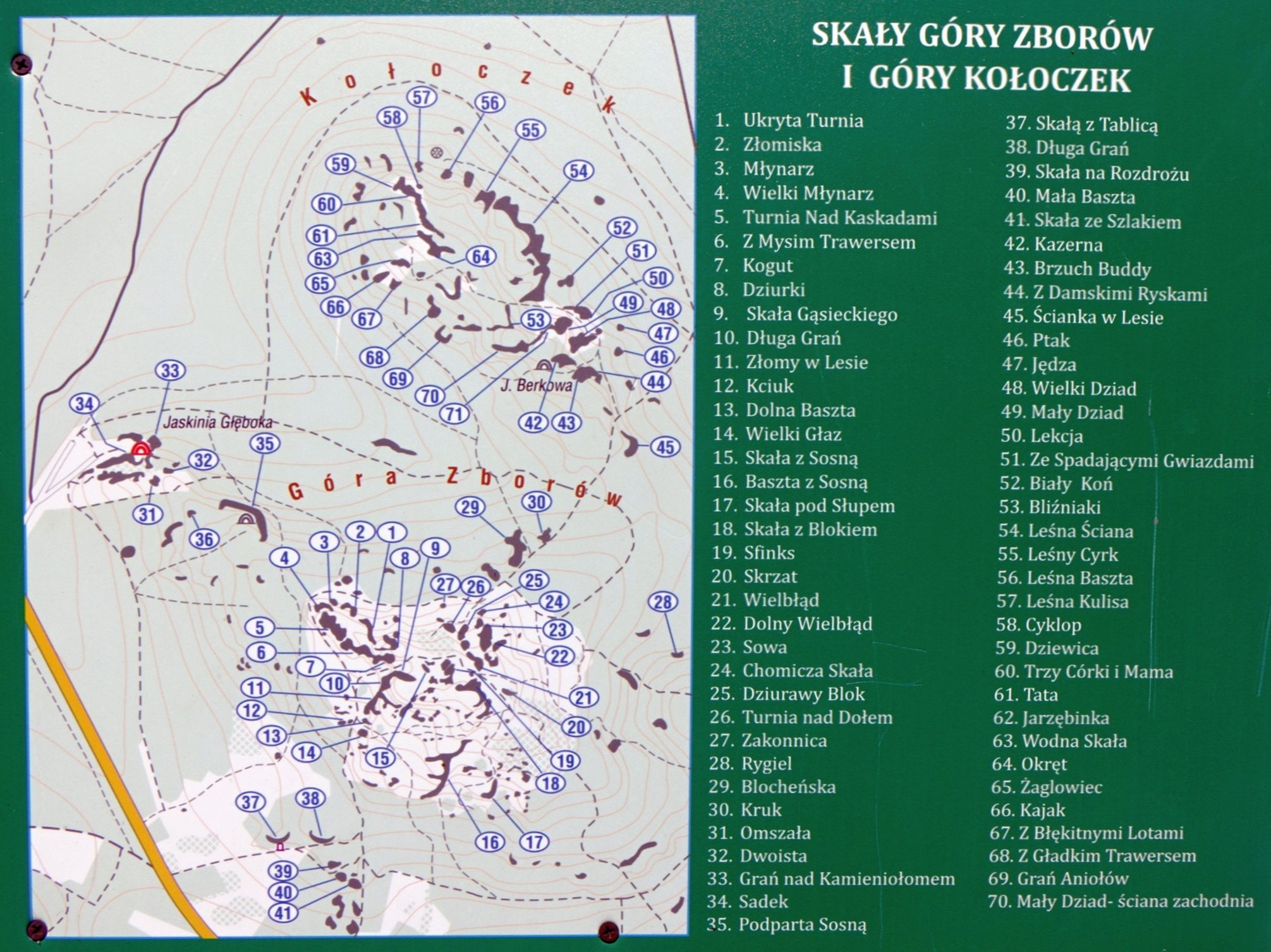
Położenie Ukrytej Turni (nr 1) wśród skał Góry Zborów